# Норморфін
Норморфін (англ. Normorphine) — аналог опіоїдів, який є N-деметильованим похідним морфіну, та був уперше описаний у 1950-х роках, коли була виявлена активність великої групи N-заміщених аналогів морфіну. Сам по собі норморфін має відносно невелику опіоїдну активність, але є корисним проміжним продуктом, який можна використовувати для виробництва антагоністів опіатних рецепторів, таких як налорфін, а також сильних агоністів опіоїдних рецепторів, таких як N-фенетилнорморфін, з утворенням з морфіну, що каталізується ферментами печінки CYP3A4 і CYP2C8.
Норморфін є контрольованою речовиною, включеною до списку Єдиної конвенції про наркотичні засоби 1961 року та законів у різних країнах, які її дотримуються; наприклад, у США це наркотична речовина, контрольована за Списком I, з ACSCN 9313 і річною сукупною квотою на виробництво 18 грамів у 2014 році, незмінною порівняно з попереднім роком. Використовуваними солями є гексагідрат вільної основи (коефіцієнт перетворення вільної основи 0,715) і гідрохлорид (0,833).